# Nélson Monteiro de Souza
Nélson Monteiro de Souza, né le 22 avril 1904, est un ancien joueur brésilien de basket-ball.

## Palmarès
- 3e du championnat d'Amérique du Sud 1930